# 早坂暁
早坂 暁（はやさか あきら、1929年〈昭和4年〉8月11日 - 2017年〈平成29年〉12月16日）は、日本の脚本家、小説家。
本名、富田 祥資（とみた よしすけ）。
愛媛県温泉郡北条町（現松山市）生まれ。日本大学芸術学部演劇学科卒業。
戦後の日本を代表する脚本家のひとりである。

## 略歴
愛媛県温泉郡北条町（後の愛媛県北条市、現在の松山市北条）で、遍路道の大商家に生まれ育ち、幼少の頃からお遍路さんに接した。
旧制松山中学校（現在の愛媛県立松山東高等学校）を経て、海軍兵学校在学中に終戦。海軍兵学校からの復員途中に広島で一夜を明かし、被爆直後の広島の惨状を目撃した。旧制松山高等学校（現在の愛媛大学文理学部の構成母体）卒業後、東京大学医学部に合格するも、医業に疑問を持ち入学せず、日本大学芸術学部演劇学科に進学し同校卒業。
中央婦人新聞（現・日本女性新聞社）の編集長を経て、いけばな評論家として活躍し、いけばな協会の設立に関わる。やがて子供向けテレビ番組の脚本や、ドキュメンタリー制作を手がけ、日本テレビで制作・放送された『ノンフィクション劇場』の多くの作品に関わる。その後テレビドラマや映画の脚本や小説で、常に庶民の目線で独自の作風を築く。
ドキュメンタリーや舞台戯曲、演出も手がけ、作品の総数は1000本以上ともいわれる。
代表作は『天下御免』『天下堂々』『関ヶ原』『夢千代日記』『花へんろ』『事件シリーズ』『びいどろで候』
小説『ダウンタウン・ヒーローズ』『華日記・昭和生け花戦国史』『戦艦大和日記』エッセイ『公園通りの猫たち』『嫁ぐ猫』など。
『必殺シリーズ』では脚本をはじめ、オープニングナレーションも多数手掛けており、13話中10話を手掛けた『必殺からくり人』の脚本は史実と虚・世相を織り交ぜながらの巧みなストーリで、既存の必殺シリーズとは一線を画した内容でギャラクシー賞を受章するなど評価が高い。
生家が遍路みちに面した大きな商家で、幼少より遍路に接してきたこと、また、遍路に置き去りにされ、生家が引き取って「妹」として育った少女が、広島で原爆に遭い死亡したと思われる（8月5日に広島に行ったまま行方不明）ことなどから、遍路（四国八十八カ所）や原爆に関する作品や論評、活動も多く、胎内被爆者が主人公の『夢千代日記』や生家をモデルにした『花へんろ』につながっている。
また、いけばな評論家時代に中川幸夫や草月流・勅使河原蒼風など、戦後のいけばな界の人々と関わりを持ち「いけばな協会」の設立にも関わる。この経緯から小説「華日記・昭和生け花戦国史」が生まれる。
勉誠出版から『早坂暁コレクション』を刊行。初の単行本化となる長編小説『戦艦大和日記』や主なシナリオ作品を収録する予定だったが、全巻出版には至っていない。
2017年12月16日午後2時、都内の外出先で体調を崩し搬送、運ばれた東京都内の病院で腹部大動脈瘤破裂のため死去。88歳没。

## 人物
- これだけは未来のために書き残したい、として「春子の人形」の脚本執筆を目指したが、未完成のまま冨川元文が執筆した。そして第1稿が完成した2日後、その1稿を見ることなく早坂は急逝した。2018年夏に『花へんろ 特別編 「春子の人形」』が、2018年夏に放送された[8][9][10]が、この作品は冨川が早坂の短編「春子の人形」を下敷きに、早坂の小説「ダウンタウン・ヒーローズ」などのエピソードを折り込んで執筆したもので、早坂暁が書いた脚本ではない。
- 坊っちゃん文学賞の審査員を初回から28年間にわたって務めた。また、純文学（エッセイ）の同人誌である、随筆春秋の指導者を黎明期から務め、随筆春秋賞の審査員[11]や、NHK銀の雫文芸賞の審査員も、長年にわたって務めた。

## 渥美清との交流
- 大学時代に学生運動にかかわり公安当局からマークされ浅草に潜伏中、銭湯で渥美清と知り合い、何度もプライベート旅行に行くなど親友となった。渥美の死後発見された晩年の手帳の最後のページに「……家族で旅行に行こう。ギョウさん（早坂暁の暁を音読みしたもの）も一緒に……」と綴ってあった。
- 2006年に放送された「渥美清の肖像〜知られざる役者人生〜」によると、早坂は渥美が大変才能のある役者であるにもかかわらず、「寅さん」以外の役をほとんど演じられなかったことを危惧し、また渥美本人の希望もあって渥美主演の作品を数作企画・用意していた。クランクイン寸前の作品もあったが「寅さん」のイメージに縛られるなど、諸々の事情により実現しなかった。しかし、渥美には、初期のテレビドラマ「泣いてたまるか」や、「土曜ワイド劇場」の第1回作品の「田舎刑事」シリーズなどの脚本を書いており、いずれも「寅さん」ではない渥美の魅力が引き出された名作となっている。
- 1996年8月13日に松竹大船撮影所で開かれた「寅さんとのお別れの会」では弔辞を読んでいる。

## エピソード
- 脚本の仕上がりが遅いことで有名である。しかしその脚本は完璧といわれ、たとえば吉永小百合は「『夢千代日記』のスタジオでみんなで原稿を待っていると、早坂さんの手書きの原稿がファクスで1枚ずつ送られてくるのですが、その内容は宝石のように素晴らしく輝いているのです」と話している。また、多くの制作陣が脚本の遅さに、「まいった、早坂さんにはひどいめにあった、と閉口するものの、気がつけばまた早坂さんに依頼してしまうんです。そして、芸術祭などの出品作品を見ると、その早坂さんの作品がずらっと並ぶのです」と証言している。

- 三谷幸喜が脚本家を目指したのは、早坂の『天下御免』・『天下堂々』に感動し、知人よりそれらの撮影台本を入手し、こういうものを書きたいと思ったのがきっかけで、いつかはああいう（『天下御免』・『天下堂々』のような）ものを書きたいと語っている。

- 早坂は役者の新たな一面を見つけ導き出す面に優れており、中でも『花へんろ』で主演した桃井かおりは、この作品でそれまでのアンニュイなイメージとは全く違う慈悲深い母親役を見事に演じ、役者としての新境地を開いている。
- 2018.8.1NHKBS「早坂暁を探して〜桃井かおりの暁さん遍路〜」での桃井談によると、当時役者を辞めて八ヶ岳で生活していた桃井に、早坂から電話があり「白いごはんのような俳優になりなさい」と『花へんろ』の主役を打診されたことで本格的に復帰し、その後12年にわたって主役・静子を演じるという、役者にとってかけがえのない時間を過ごすことになる。
- 桃井は「誰よりも頼りにした脚本家だった。私、桃井かおりという役者の80％は早坂さんの作品でできている。暁さんは私の役者道にいつもいてくれて、必ず助けてくれる神様だった。暁さんが死んだら女優を辞めようと思っていた」と話している。しかし、番組中で生前の早坂が「これはかおりにやらせたい」と言い残していた小説「私が殺したゴッホ」を呈示され、「いい感じに宿題残してくれる、生き延びられるようにしてくれる。まさに暁さんだ」と結んでいる。

- 「新潮45」2001年2月号掲載の「戦艦大和日記」に『謀略〜かくして日米は戦争に突入した』の文章の一部を使用したとして、著者の橋本惠が2001年京都地裁に提訴し、翌2002年に和解した。なお、橋本惠は早坂の親戚である。

- 早坂及び遺族によると、早坂には弟子はいない。シナリオは教えて書けるものではないので、弟子は取らない。というのがその理由である。単なる知人が「早坂暁の弟子」「早坂暁に師事」「薫陶を受けた」などと名乗る場合があるので気を付けるように、と生前より注意を促していた。

- 一部に「早坂は自宅を持たず、荷物もトランク一つという生活であった」等の報道記述があるが、これらは全くの誤りである。都内某ホテルを仕事場としていたが、自宅も存在し、いくつかの番組で自宅が公開され、多くの私物や資料も存在している。たとえ話があたかも事実のように発信されたと思われる。

- 1988年7月2日の「徹子の部屋」に出演した俳優の内藤武敏は早坂と原保美の三人でハートブレイククラブなる会を結成した旨を語っている。これは、三人がみな心筋梗塞を患っていたことに由来する。

## 人気作品
早坂は自身のドラマ作品の中で最も評価が高いのは『夢千代日記』だと思っていたが、アンケートによると1位が『花へんろ』、2位が『天下御免』で、3位が『夢千代日記』だと知らされたとエッセイに書いている。

## 受賞・受勲
- 1968年  NHK「アイウエオ」「石狩平野」「契りきな」の3作品で第6回放送批評家賞 ギャラクシー賞
- 1971年  NHK「幻花」第18回放送批評家賞ギャラクシー賞期間選奨
- 1971年  NHK「天下御免」第19回放送批評家賞 ギャラクシー賞期間選奨
- 1973年  TBS「わが愛」第10回ギャラクシー賞期間選奨
- 1974年  NHK「ユタと不思議な仲間たち」第29回芸術祭優秀賞
- 1975年  ABC「現代浮かれ節考」第30回芸術祭優秀賞
- 1976年・1979年 モンテカルロ国際テレビ祭脚本部門最優秀賞、国際批評家賞
- 1976年  NET「必殺からくり人第2話・津軽じょんがらに涙をどうぞ」第14回放送批評懇談会選奨
- 1977年  ANB「時間よ、止まれ」第32回芸術祭優秀賞
- 1977年  NHK「冬の桃」15回ギャラクシー賞月間賞、テレビ大賞優秀賞
- 1977年  ABC「鞍馬天狗の「家」」第4回放送文化基金賞奨励賞、1978年日本民間放送連盟賞テレビ娯楽番組部門優秀賞
- 1978年  RNB「わが兄はホトトギス」第33回芸術祭優秀賞、1978年日本民間放送連盟賞優秀賞
- 1979年  NHK「修羅の旅して」第20回モンテカルロ国際テレビ祭最優秀脚本賞・国際批評家特別賞受賞、NHK会長賞
- 1979年  NHK「続・事件 海辺の家族」などで芸術選奨文部大臣賞
- 1979年  NTV「小児病棟」テレビ大賞優秀賞
- 1980年  ABC「空想家族」第18回ギャラクシー賞月間賞
- 1981年  NHK「夢千代日記」で第8回放送文化基金賞奨励賞受賞、第14回テレビ大賞優秀番組賞
- 1981年  NTV「母たることは地獄のごとく」1981年度放送文化基金賞奨励賞
- 1982年  NHK「続・夢千代日記」NHK放送総局長賞、放送文化賞、プラハ国際テレビ祭大賞、テレビ大賞優秀番組賞、放送文化基金賞ドラマ番組部門奨励賞
- 1984年  NHK「新・夢千代日記」芸術選奨文部大臣賞受賞、放送文化基金賞、NHK会長賞
- 1986年  NHK「花へんろ・風の昭和日記」第4回向田邦子賞[12]、芸術選奨文部大臣賞、放送批評家懇談会大賞、放送文化基金賞個人賞
- 1986年  小説「ダウンタウン・ヒーローズ」第96回直木賞候補
- 1989年  NHK「失われし時を求めて〜ヒロシマの夢」第44回芸術祭作品賞、第16回放送文化基金賞テレビドラマ番組部門番組賞、第27回放送批評家懇談会選奨
- 1990年  小説『華日記・昭和生け花戦国史』第9回新田次郎文学賞
- 1990年  エッセイ『公園通りの猫たち』第６回講談社エッセイ賞
- 1991年  TBS『女相撲』第18回放送文化基金賞本賞、第9回ATP賞優秀賞
- 1991年  CX「金の戦争」1991年放送文化基金賞優秀賞受賞、日本民間放送連盟優秀賞受賞、放送批評懇談会ギャラクシー賞奨励賞
- 1993年  TBS「赤サギちゃんに気をつけて」第11回ATP賞優秀賞受賞
- 1994年  紫綬褒章
- 1999年  愛媛県教育文化賞
- 2000年  勲四等旭日小綬章
- 2006年  愛媛県功労賞
- 2018年  松山市栄誉賞

他、多数

## 作品リスト

### テレビドラマ
- 少年西遊記 → 少年孫悟空（NTV、1953年-1954年）
- 不思議なパック（NHK、1960年-1961年）
- ガラスの部屋（NTV、1961年）
- おかあさん（TBS、1962年-1965年）
- 六人のおくりもの（NHK、1963年）
- 水と風（NTV、1963年）
- 仙人部落（CX、1963年）
- 七人の刑事（TBS、1963年-1966年、1975年、1978年）
  - 新・七人の刑事（TBS、1975年）
  - 七人の刑事 最後の捜査線（TBS、1998年）
- 囚人道路（NHK、1964年）
- 聖火（TNC、1964年）
- 新・自由学校（THK、1965年）
- 三匹の侍（CX、1965年）
- 松本清張シリーズ（KTV）
  - 地方紙を買う女（1966年）
  - 愛と空白の共謀（1966年）
- 若者たち（CX、1966年）
- 戦国太平記 真田幸村（TBS「ナショナル劇場」、1966年）
- 愛しの太陽（CX、1966年）
- 泣いてたまるか（TBS、1966年-1967年）
- 剣（NTV、1967年-1968年）
- アイウエオ（NHK、1967年-1969年）
- 石狩平野（NET、1969年）
- 契りきな（NET、1969年）
- 三十六人の乗客（NHK、1969年）
- 宵待草[13]（フジテレビ「おんなの劇場」、1969年）
- てれびじょん '69（MBS、1969年）
- 鬼平犯科帳（NET、1969年-1970年）
- 歌謡曲だよ人生は（MBS、1970年）
- 剣豪（NET、1970年）
- 乱れそめにし（CX、1970年）
- 二人の刑事（TBS、1970年）
- 幻化（NHK、1971年）[14][15]
- 浮世絵 女ねずみ小僧（CX、1971年-1974年）
- 天皇の世紀（ABC、1971年）
- 天下御免（NHK、1971年-1972年）[16][17]
- 必殺シリーズ（ABC）
  - 必殺仕掛人（1972年-1973年）
  - 必殺からくり人 1・2・3・4・5・7・8・11・12・最終話（1976年）
    - 新 必殺からくり人 1・2・最終話（1977年-1978年）
    - 必殺からくり人・富嶽百景殺し旅（1978年　1話）
- こんな男でよかったら（ytv、1973年）
- たった一人の反乱（NHK、1973年）
- わが愛 1 - 13話（TBS、1973年）
- 天下堂々（NHK、1973年-1974年）
- さよなら・今日は（NTV、1973年-1974年）
- ユタとふしぎな仲間たち（NHK、1974年）
- 斬り抜ける（TBS、1974年-1975年）
- 裏切りの明日（TBS、1975年）
- 現代浮かれ節考（ABC、1975年）
- 渚に死のうと書いたとき（MBS、1976年）
- オリンポスの果実（NHK、1977年）
- ご存知!女ねずみ小僧（CX、1977年）
- 松本清張シリーズ たずね人（NHK、1977年）
- 冬の桃 1 - 7話（NHK、1977年）
- 鞍馬天狗の「家」（ANB、1977年）
- 田舎刑事 時間よ、とまれ（ANB、1977年）
  - 田舎刑事 旅路の果て（ANB、1978年）
  - 田舎刑事 まぼろしの特攻隊（ANB、1979年）
- 命もいらず名もいらず（TBS、1977年）
- おはん 1 - 4話（ANB、1978年）
- 人間の証明 1 - 13話（MBS、1978年）
- 東京メグレ警視シリーズ（ANB、1978年）
- わが兄はホトトギス（RNB、1978年）
- 赤サギ 1 - 6話（NHK、1978年）
- 波-わが愛 1 - 12話（TBS、1978年）
- 修羅の旅して（NHK、1979年）
- 事件シリーズ（NHK総合「ドラマ人間模様」）
  - 続・事件 海辺の家族 1 - 5話（1979年）
  - 続・続 事件 月の景色 1 - 4話（1980年）
  - 新・事件 わが歌は花いちもんめ 1 - 5話（1981年）
  - 新・事件 ドクター・ストップ 1 - 5話（1982年）
  - 新・事件 断崖の眺め 1 - 6話（1984年）
- 宴のあと－自称“小川真由美”の調書（NHK、1978年）
- 南十字星 コルネリアお雪異聞 わたしの山田長政（ABC、1978年）
- ドラマ「幾山河は越えたれど 〜昭和のこころ・古賀政男〜」（NHK、1979年）[18]
- 冬の花火 わたしの太宰治 1 - 13話（TBS、1979年-1980年）
- 血族 1 - 5話（NHK、1980年） 山口瞳原作
- 空想家族（ABC、1980年）
- 暁は寒かった ―（前編）母が誰かを殺した日（後編）誰かが母を殺した日―（NHK、1980年）
- 小児病棟（NTV、1980年）
- 関ヶ原 1 - 3話（TBS、1981年）
- 夢千代日記 1 - 5話（NHK、1981年）
  - 続 夢千代日記 1 - 5話（NHK、1982年）
  - 新 夢千代日記 1 - 10話（NHK、1984年）
- 母たることは地獄のごとく（NTV、1981年）
- 恋人よ、われに帰れ(CX、1983年)
- 熱帯夜  1 - 3話（CX、1983年）
- 月の川（TBS、1984年）
- 好色一代男 おらんだ西鶴（NHK、1985年）
- 花へんろ第一章 1 - 7話（NHK、1985年）
  - 花へんろ第二章 1 - 6話（NHK、1986年）
  - 花へんろ第三章 1 - 6話（NHK、1988年）
  - 新 花へんろ 1 - 6話（NHK、1997年）
- 血の華（TBS、1985年）
- 小さな島で（TBS・MBS制作「東芝日曜劇場」、1985年）[19]
- 天女の涙 （TBS、1986年）
- 夏が来れば思い出す ダウンタウンヒーローズ  （ANB、1988年）
- 円空（NHK、1988年）
- 古都（KTV、1988年）
- 夢運河 1 - 3話（ANB、1989年）
- 山頭火・何んでこんなに淋しい風ふく（NHK、1989年）
- 失われし時を求めて-ヒロシマの夢（NHK、1989年）[20]
- 空飛ぶ母子企業（NTV、1989年）
- びいどろで候〜長崎屋夢日記 1 - 13話（NHK、1990年）
- 新金色夜叉 百年の恋（CX、1990年）※原案のみ
- 実録犯罪史シリーズ 金（キム）の戦争（CX、1991年） 本田靖春原作
- 女相撲（TBS、1991年）
- 未来の海　リリーの踊り子日記 1 - 6話（NHK、1991年）
- 藤山寛美物語〜笑いはいつも涙と夫婦である〜（TBS、1991年）
- グッド・バイ 私が殺した太宰治（CX、1992年）
- 乳の虎・良寛ひとり遊び（NHK、1993年）
- 門 前後編（TX、1993年）
- 赤サギちゃんに気をつけて（TBS、1993年）
- 涙たたえて微笑せよ 明治の息子・島田清次郎（NHK、1995年）
- 悲劇の予言者・海軍大佐 水野広徳（RNB、1995年）
- 刑事 蛇に横切られる（NHK、1995年）[21]
- 今夜もテレビで眠れない（TBS、1995年）
- 渥美清のああ、青春日記 (CX、1997年)

他、多数

### テレビアニメ
- 鉄人28号（CX、1963年）
- 仙人部落（CX、1963年-1964年）
- 太陽の子エステバン（NHK、1982年-1983年） 原案

### ラジオドラマ
- 夏が来れば思い出す（1986年8月16日、NHK）

### 映画
- 日本一の裏切り男（1968年）
- 喜劇 あゝ軍歌（1970年、原作のみ）
- 青春の門（1975年）
- 青春の門 自立篇（1977年）
- 空海（1984年）
- 天国の駅 HEAVEN STATION（1984年）
- 夢千代日記（1985年）
- ダウンタウン・ヒーローズ（1986年、原作のみ。脚本・監督は山田洋次他）
- 蕾の眺め（1986年）
- 公園通りの猫たち（1989年）
- 超能力者 未知への旅人（1994年）
- きけ、わだつみの声 Last Friends（1995年）
- 北京原人 Who are you?（1997年）
- 千年の恋 ひかる源氏物語（2001年）

### 作詞
- こんな男でよかったら（作曲：高石ともや、歌唱：渥美清）
- 船出の歌（作曲：山本直純、歌唱：山口崇・林隆三・秋野太作（当時は津坂匡章）
- 川はいいな（作曲：山本直純、歌唱：山口崇・林隆三・秋野太作（当時は津坂匡章）
- 天下堂々（作曲：山本直純、歌唱：上條恒彦）
- 愛の眺め（作曲：三木たかし、歌唱：黛ジュン）
- 涙（作曲：三木たかし、歌唱：黛ジュン）
- 夢千代日記（作曲：吉田正、歌唱：吉永小百合）
- 夢日記（作曲：大沢浄二、歌唱：大月みやこ）
- 花へんろ音頭（作曲：高橋英介、歌唱：石川さゆり）

他

### 漫画原作
- おっ母ァやくざ（作画：田丸ようすけ、週刊少年サンデー、1973年）[22][23][24]

## 著書
- 『こんな男でよかったら』新樹瞳志編著 日本テレビ放送網 1973
- 『赤サギ』日本放送出版協会 1978
- 『事件シリーズ 海辺の家族』大和書房 1982
- 『事件シリーズ 月の景色』大和書房 1982
- 『事件シリーズ ドクター・ストップ』大和書房 1982
- 『事件シリーズ わが歌は花いちもんめ』大和書房 1982
- 『熱帯夜』大和書房 1983
- 『夢千代日記』大和書房、1983年12月25日。のち新潮文庫、新風舎文庫　のち勉誠出版
- 『事件シリーズ 断崖の眺め 』大和書房 1984
- 『空海』大和書房 1984
- 『新・夢千代日記』大和書房、1984年1月30日。のち新潮文庫　のち勉誠出版
- 『天国の駅 : 天国の駅はたった独りでしか乗れない』大和書房、1984年6月9日。ISBN 4-479-54022-9。
- 『夢千代日記・夢心中』大和書房、1985年6月10日。
- 『ダウンタウン・ヒーローズ』新潮社 1986 のち文庫　のち勉誠出版
- 『天下御免』其の1-2 大和書房 1986　のち勉誠出版
- 『花へんろ 風の昭和日記』大和書房 1986
- 『天下御免 完結篇』大和書房 1987　のち勉誠出版
- 『日本ルイ十六世伝』新潮社 1987 のち文庫
- 『円空への旅』NHKドラマ制作班共著 日本放送出版協会 1988
- 『女からの眺め』大貫哲義編著 日本テレビ放送網 1988 火曜サスペンス劇場特選ノベルズ
- 『公園通りの猫たち』講談社 1989 のち文庫　のち勉誠出版
- 『山頭火 何でこんなに淋しい風ふく』日本放送出版協会 1989
- 『天下御免 番外篇』大西信行共著 大和書房 1989
- 『華日記 昭和生け花戦国史』新潮社 1989 のち小学館文庫　のち勉誠出版
- 『四季物語』PHP研究所 1990
- 『びいどろで候 長崎屋夢日記』全3巻 日本放送出版協会 1990
- 『恐ろしい時代の幕あけ ドラマと人間』岩波ブックレット 1991
- 『東京パラダイス』新潮社 1992 のち小学館文庫　のち勉誠出版
- 『日本の名随筆 別巻 21 巡礼』（編）作品社 1992
- 『眠られぬ夜に 生から死への15章』佼成出版社 1992
- 『夢の景色』文化出版局 1992
- 『遍路国往還記』朝日新聞社 1994 のち文庫
- 『優しい来訪者』日本放送出版協会 1994
- 『わがこころの良寛』春秋社 1994
- 『首人形 放哉の島』河出書房新社 1995
- 『嫁ぐ猫 公園通りの猫たち、それから』ネスコ 1996　のち勉誠出版
- 『夏少女・きけ、わだつみの声』春秋社 1996
- 『よだかの星 わが子よ、賢治』河出書房新社 1996
- 『花へんろ風信帖』新潮社 1998
- 『テレビがやって来た!』日本放送出版協会 2000
- 『恐ろしや源氏物語』恒文社21 2001
- 『花へんろ 風の巻』文藝春秋 2004
- 『へんろ曼荼羅』創風社出版 2005
- 『早坂暁コレクション』勉誠出版 2006-刊行中
- 『君は歩いて行くらん 中川幸夫狂伝』求龍堂 2010
- 『円空の旅』佼成出版社 2012
- 『戦艦大和日記』勉誠出版 第1 - 5巻刊行 第6巻未完
- 『仰臥漫録　附・早坂暁「子規とその妹・正岡律」』正岡子規共著 幻戯書房 2017（正岡子規の日記『仰臥漫録』と早坂の長編解説の合本）
- 『この世の景色』みずき書林 2019

### 朗読番組
- 朗読 早坂暁「華日記　昭和生け花戦国史」（2020年6月22日 - 7月24日、NHKラジオ第2） - 全25回、朗読は藤田三保子[25]
  - 「朗読の世界」で再放送（2025年5月12日 - 6月13日、NHK-FM）[26]

## 演じた俳優
- 石黒賢 - 「渥美清のああ、青春日記」（1997年9月24日、フジテレビ[27]）
- 山本圭 - 「花へんろ特別編・春子の人形」（2018年8月4日、NHK BSプレミアム）

## 関連項目

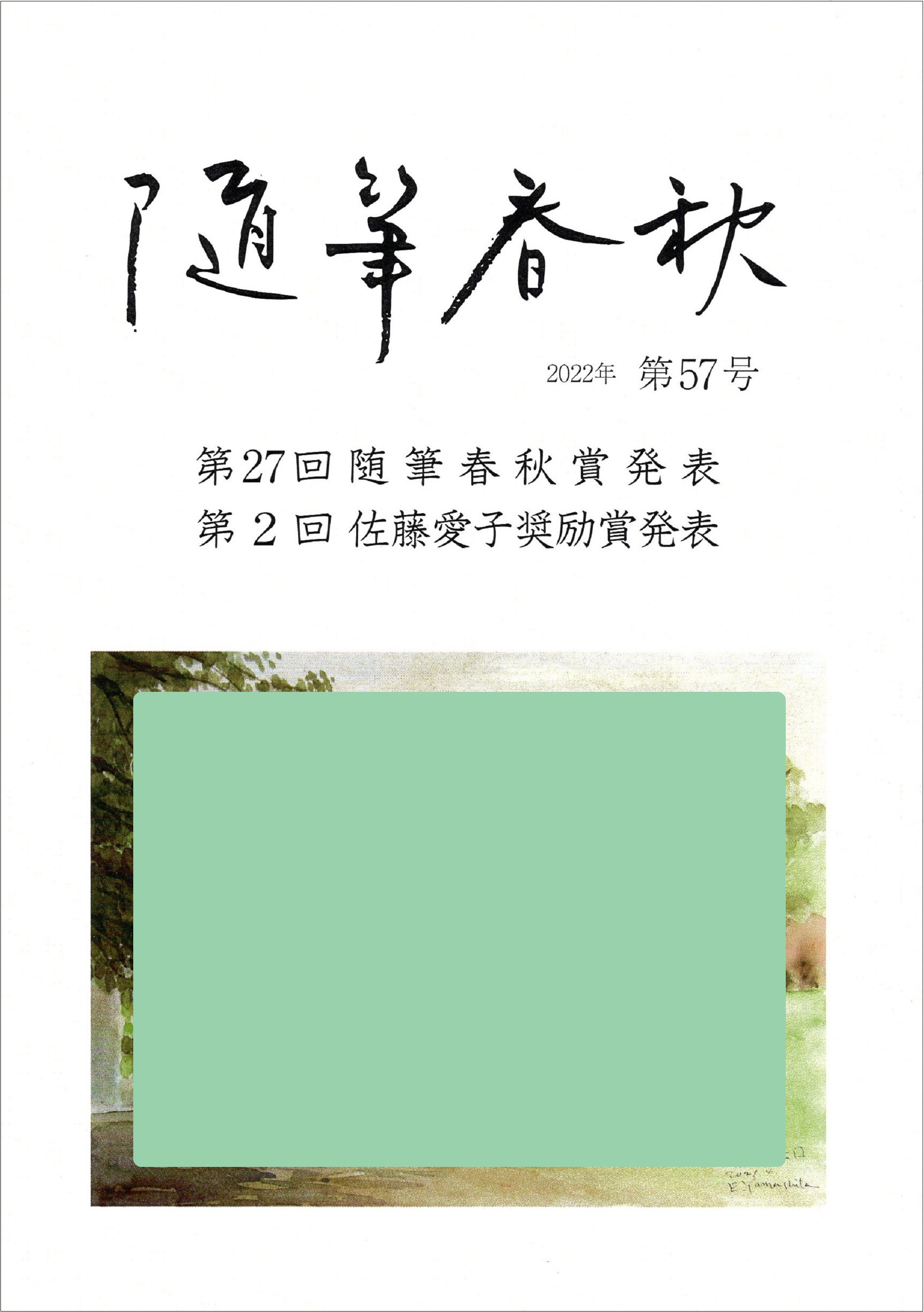
随筆春秋第57号（2022年3月）題字は早坂暁による揮毫。